# Telesforo Aranzadi
Telesforo Aranzadi Unamuno (Vergara, 1860-Barcelona, 12 de febrero de 1945) fue un científico español, especialista en antropología, botánica y zoología. 
Doctor en Farmacia y Ciencias Naturales, dibujante científico, catedrático de Mineralogía y Zoología de la Facultad de Farmacia de la Universidad de Granada, catedrático de Botánica Descriptiva de la Facultad de Farmacia de la Universidad de Barcelona, catedrático de Antropología de la Universidad de Barcelona. 
Miembro, socio y académico de varias entidades científicas, participó en diversos congresos y dio nombre a la Sociedad de Ciencias Aranzadi.

## Investigación científica
Realizó una intensa labor de investigación en distintos campos de la antropología y de las ciencias naturales y sus trabajos etnográficos corrieron de forma paralela a sus investigaciones. Introductor del estudio de los elementos de cultura material o tecnología rural, también dedicó parte de su esfuerzo y tiempo a la botánica y a la zoología. Su primera obra botánica Setas y hongos del País Vasco, tiene como fondo la vegetación del país.
Junto a José Miguel de Barandiarán y el profesor Enrique Eguren, natural de Vitoria y catedrático en la Universidad de Oviedo, realizó la primera campaña de excavaciones e investigaciones en los dólmenes del Aralar guipuzcoano. Así se formó el equipo de investigación prehistórica Aranzadi-Barandiarán-Eguren que tantas prospecciones, excavaciones e investigaciones llevaron a cabo durante los veinte años siguientes, hasta que la guerra del 36 les dispersó. Durante esta época previa a la guerra civil se unió a este grupo un jovencísimo Julio Caro Baroja al que Barandiarán y Aranzadi acogieron durante varias vacaciones veraniegas del joven Julio; llevando a cabo diversas actividades arqueológicas en la zona de las Encartaciones primero y, posteriormente, en la zona guipuzcoana de Icíar.
Su producción escrita supera el número de trescientas publicaciones, entre libros, artículos y otras.

### Catedrático de Botánica y Decano de la Facultad de Farmacia en Barcelona (1899-1920)
A finales de 1898 falleció Enrique Calahorra, catedrático de Botánica Descriptiva en la Facultad de Farmacia de la Universidad de Barcelona, quedando vacante su plaza. Aranzadi se presentó a concurso y tras un largo proceso el tribunal consideró que tenía los méritos necesarios para que se le concediese la plaza. El 5 de mayo de 1899 aparecía en la Gaceta de Madrid una real orden en la que figuraba su nombramiento en este puesto. Aranzadi llegó a la Ciudad Condal el 31 de mayo de 1899 tomando posesión de su cátedra al día siguiente.
Aranzadi llegó a Barcelona con 39 años de edad y la capital catalana acabaría convirtiéndose en su residencia definitiva de por vida, incluso después de su jubilación. Durante los primeros tres años vivió en varias casas de huéspedes y fondas hasta casarse y formar un hogar. El 26 de noviembre de 1902 contrajo matrimonio con Isidora Odriozola, una joven de Cestona (Guipúzcoa). Con ella tendría a Luisa, su única hija.
Como catedrático de Botánica imparte clases en la Universidad de su especialidad y comienza a publicar en el Boletín de la Real Sociedad Española de Historia Natural una serie de trabajos sobre micología, basados en los hongos que ha podido observar en sus excursiones botánicas por Cataluña. Más tarde publicaría dos atlas, uno sobre hongos comestibles y venenosos y otro sobre plantas medicinales, con abundantes figuras y láminas en color. El 27 de abril de 1905 es nombrado decano de la Facultad de Farmacia tomando posesión de su cargo el 16 de mayo.
Es considerado un profesor muy exigente, con un alto número de suspensos entre sus alumnos. Eso llevó finalmente a que a finales de 1907 un grupo de alumnos suyos de Botánica se amotinaran, le encerraran y en un confuso episodio trataran de prenderle fuego sin éxito. En noviembre de 1907 un alumno suyo publicó en La Publicidad un duro artículo en el que acusaba al catedrático de excesivo rigor y poco respeto hacia sus estudiantes. Como decano le acusaba además de la desidia de otros profesores y de que los costes que pagaban los alumnos se utilizaban para completar las colecciones de los profesores, en vez de para realizar clases prácticas. 
El Rectorado le abrió un expediente a raíz de estas denuncias y fue suspendido temporalmente como decano. El 7 de enero de 1908 el Consejo Universitario le aplicaba una pena de apercibimiento por las acusaciones vertidas contra él como catedrático, mientras que le absolvía como por las acusaciones vertidas contra él como decano. Aranzadi recurrió la decisión del Consejo, mientras los estudiantes pidieron formalmente su traslado a otra universidad.
Finalmente se llegó a un acuerdo salomónico, el 7 de abril cesó como decano por orden del Consejo Universitario, mientras que fue mantenido en su cargo de catedrático. Falleció en Barcelona el 12 de febrero de 1945, a los ochenta y cinco años de edad.

## Reconocimientos
En diciembre de 1985 se celebró en Vergara una "Semana Homenaje a Telesforo de Aranzadi", en la que se impartieron una serie de conferencias que glosaron la personalidad y los trabajos de este ilustre investigador bergares. La semana finalizó con un acto presidido por José Miguel de Barandiarán en el que se presentó el libro titulado Telesforo de Aranzadi: vida y obra, escrito por Ángel Goicoetxea Marcaida y publicado por la Sociedad de Ciencias Aranzadi.
El "Grupo de Ciencias Naturales" posteriormente pasó a denominarse en su honor "Sociedad de Ciencias Aranzadi".

## Obras (incompleto)

### Traducciones
- Wilhelm von Humboldt, "Examen de las investigaciones sobre los aborígenes de España mediante la lengua vasca", en Revista internacional de los estudios vascos = Eusko ikaskuntzen nazioarteko aldizkaria = Revue internationale des ètudes basques = International journal on Basque studies, RIEV, Vol. 25, N.º. 3, 1934, págs. 477-520.
- Ernst Frizzi, Antropología, 1943,  4ª ed., rev. y amp. Reimpr.
- Michael Haberlandt, Etnografía, 3.ª ed. 1940.
- Alfred C. Haddon, Las razas humanas y su distribución, 1924.
- Eugène Pittard, Las razas y la historia: introducción etnográfica a la historia, 1925.

### Antropología, etnología y arqueología
- Antropometría, 1903
- Discurso inaugural leído en la... apertura del curso... de 1905 á 1906 ante el Claustro de la Universidad de Barcelona, 1905.
- Etnografía, filología y folklore sobre ruecas, husos y torcedoras, 1944.
- Etnografía : sus bases, sus métodos y aplicaciones a España 1917
- Etnología vasca,1975
- ¿Existe una raza euskara? : sus caracteres antropológicos : memoria escrita por D. Telesforo de Aranzadi y Unamuno con ocasión de las "Fiestas de la Tradición del Pueblo Vasco",1905
- Exploración de catorce Dólmenes del Aralar. Segunda y tercera exped..., 1918
- Exploración de cinco dólmenes del Aralar, 1915.
- Exploración de nueve dólmenes del Aralar guipuzcoano: memoria presentada á la Excma. Diputación de Guipúzcoa, 1919
- Exploración de seis dólmenes de la Sierra de Aizkorri: memoria presentada á la Excma. Diputación de Guipúzcoa, 1919
- Exploración de seis dólmenes de la Sierra de Urbasa (Navarra): memoria presentada a la Junta permanente de "Eusko-Ikaskuntza" por D. Telesforo Aranzadi y Unamuno... D. José Miguel de Barandiarán... D. Enrique de Eguren, 1923
- Exploraciones de la Caverna de Santimamiñe, 1931.
- Exploraciones en la caverna de Santimamiñe (Basondo, Cortezubi) I: Figuras rupestres. Autores: Aranzadi, Barandiaran, Eguren. Editorial: Gráficas Grijelmo. Bilbao 1925.
- Exploraciones en la caverna de Santimamiñe (Basondo, Cortezubi) III: Yacimientos azilienses y paleolíticos. Autores: Aranzadi, Barandiaran, Eguren. Bilbao: Diputación de Vizcaya, 1935.
- Exploraciones prehistóricas en Guipúzcoa los años 1924 a 1927: cavernas de Ermitia (Sasiola). Abril (Lastur) y Olatzaspi (Asteasu), dolmen de Basagán (Mursemendi) y Grutas artificiales de Álava, 1923
- Investigaciones etnológicas en España, 1908
- Los nuevos dólmenes en la Sierra de Encia: Memoria presentada a la Junta permanente de "Eusko-Ikaskuntza" por D. Telesforo Aranzadi y Unamuno... D. José Miguel de Barandiarán... D. Enrique de Eguren, 1922
- El pueblo euskalduna : estudio de antropología, 1889
- Síntesis métrica de Cráneos vascos, 1922.
- Tipo y raza en los vascos: conferencia, 1919
- Los últimos descubrimientos del hombre fósil en Europa, 1909
- El yugo vasco-uztarria comparado con los demás : memoria con ocasión de las "Fiestas de la tradición del pueblo vasco", 1905.
- Caverna de Iruríxo (Vergara), 1928

### Zoología
- Fauna americana: conferencia de Telesforo de Aranzadi, leída el día 28 de abril de 1891, 1892

### Botánica y micología
- Setas ú hongos del País Vasco: guía para la distinción de los comestibles y venenosos, los parásitos de plantas cultivadas y enumeración sistemática de los indiferentes, 1897; hay ed. moderna de 2009.
- La flora forestal en la toponimia euskara: memoria escrita con ocasión de las "Fiestas de la tradición del pueblo vasco", 1905